# Below the Lights
Below the Lights es el séptimo álbum de estudio de la banda noruega de black metal progresivo Enslaved, publicado el 20 de mayo de 2003 por Osmose Productions. La canción "Havenless" aparece en el documental Metal: A Headbanger's Journey de Sam Dunn.

## Lista de canciones
1. "As Fire Swept Clean the Earth" – 6:35
2. "The Dead Stare" – 5:37
3. "The Crossing" – 9:12
4. "Queen of Night" – 5:59
5. "Havenless" – 5:35
6. "Ridicule Swarm" – 6:18
7. "A Darker Place" – 7:01

## Créditos
- Ivar Bjørnson - guitarra, teclados
- Grutle Kjellson - bajo, voz
- Arve Isdal - guitarra
- Dirge Rep - batería

- Datos: Q1754877